# ザ・レイト・ショー・ウィズ・スティーヴン・コルベア
『ザ・レイト・ショー・ウィズ・スティーヴン・コルベア』（The Late Show with Stephen Colbert）は、アメリカのCBSで2015年9月8日から放送されている深夜トーク番組。

## 概要
2014年に『レイト・ショー・ウィズ・デイヴィッド・レターマン』にて司会のデヴィッド・レターマンが2015年春で引退すると表明したため、CBSは後任の司会者を模索。同年4月10日、スティーヴン・コルベアが司会者として5年契約を交わした。
基本的にニューヨークのエド・サリヴァン・シアターで夕方に収録し、深夜に放送する撮って出し方式を採用している。
2015年9月8日の初回放送にはジョージ・クルーニーとジェブ・ブッシュがゲストとして出演。
2016年2月7日は第50回スーパーボウル後の生放送で、ティナ・フェイ、マーゴット・ロビー、ウィル・フェレル、メジン・ケリーがゲスト出演した。
新型コロナウイルス感染拡大の影響により、2020年3月から特設スタジオでの無観客収録に切り替えていたが、ワクチン接種率が上昇していることを受け、2021年6月14日放送分からスタジオにワクチン接種済の観客を入れた上で収録を行うことを同年5月にCBSが発表した。
2025年7月17日、CBSは深夜番組を巡る財政的な判断を理由として、2026年5月で本番組を終了することを発表。後任は置かないことも表明しており、これにより、33年近くにわたって続いてきた『ザ・レイト・ショー』自体が終了することになる。これを受けて、収録スタジオであるエド・サリヴァン・シアターでは番組終了に抗議するデモも起きる事態になった。